# Tiro ai Giochi della XIX Olimpiade
Le competizioni di tiro ai Giochi della XIX Olimpiade si sono svolte nei giorni dal 18 al 23 ottobre 1968 al Poligono Vicente Suárez di Città del Messico.
A differenza di Tokyo 1964 è stata introdotta nel tiro a volo a prova dello skeet, aumentando le prove a sette.

## Podi
| Evento                                      | Oro             | Perform. | Argento          | Perform.  | Bronzo              | Perform.  |
| Pistola 25 metri (dettagli)                 | Józef Zapędzki  | 593      | Marcel Roşca     | 591 + 147 | Renart Suleymanov   | 591 + 146 |
| Pistola 50 metri (dettagli)                 | Grigorij Kosych | 562 + 30 | Heinz Mertel     | 562 + 26  | Harald Vollmar      | 560       |
| Carabina 50 metri a terra (dettagli)        | Jan Kůrka       | 598      | László Hammerl   | 598       | Ian Ballinger       | 597       |
| Carabina 50 metri tre posizioni (dettagli)  | Bernd Klingner  | 1157     | John Writer      | 1156      | Vitaly Parkhimovich | 1154      |
| Carabina 300 metri tre posizioni (dettagli) | Gary Anderson   | 1157     | Valentin Kornev  | 1151      | Kurt Müller         | 1148      |
| Fossa olimpica (dettagli)                   | Bob Braithwaite | 198      | Tom Garrigus     | 196       | Kurt Czekalla       | 196       |
| Skeet (dettagli)                            | Evgenij Petrov  | 198      | Romano Garagnani | 198       | Konrad Wirnhier     | 198       |

## Medagliere
| Posizione | Paese            |   |   |   | Totale |
| --------- | ---------------- | - | - | - | ------ |
| 1         | Unione Sovietica | 2 | 1 | 2 | 5      |
| 2         | Stati Uniti      | 1 | 2 | 0 | 3      |
| 3         | Germania Ovest   | 1 | 1 | 1 | 3      |
| 4         | Gran Bretagna    | 1 | 0 | 0 | 1      |
| 4         | Polonia          | 1 | 0 | 0 | 1      |
| 4         | Cecoslovacchia   | 1 | 0 | 0 | 1      |
| 7         | Ungheria         | 0 | 1 | 0 | 1      |
| 7         | Italia           | 0 | 1 | 0 | 1      |
| 7         | Romania          | 0 | 1 | 0 | 1      |
| 10        | Germania Est     | 0 | 0 | 2 | 2      |
| 11        | Nuova Zelanda    | 0 | 0 | 1 | 1      |
| 11        | Svizzera         | 0 | 0 | 1 | 1      |
| Totale    | Totale           | 7 | 7 | 7 | 21     |